# 达尔顿·特朗勃
达尔顿·特朗勃（英語：Dalton Trumbo，1905年12月9日—1976年9月10日），本名詹姆斯·多尔顿·特伦博（英語：James Dalton Trumbo）是一位美国编剧、導演和小说家，曾為《羅馬假期》、《出埃及记》、《萬夫莫敵》及《東京上空三十秒》等著名電影擔任編劇。
他在遭列名為「好萊塢十君子」的受迫害時期，曾陸續使用班·L·派瑞（Ben L. Perry）、勞勃·瑞奇（Robert Rich）等筆名繼續活動，另外也曾向另一位英國籍編劇伊恩·麥克拉倫·杭特（Ian McLellan Hunter）借用名義（於電影《羅馬假期》中使用）。

## 經歷
莊柏在1939年發表，以傷兵為題材的反戰小說《強尼上戰場》（原題：Johnny Got His Gun，後於1971年推出由他本人自編自導的電影版本）曾在二戰與韓戰時期成為禁書，並使他開始遭到聯邦調查局監視。
1947年，他被列为好莱坞十君子的一员，並拒绝提供证词给众议院非美活动调查委员会（HUAC）调查共产主义对电影行业的影响。处于荷里活黑名單期间，作為隱瞞身份的編劇，特伦博先後因《羅馬假期》和《鐵牛傳》获得2座奥斯卡金像奖，其中為電影《鐵牛傳》所寫的劇本是以笔名勞勃·瑞奇（Robert Rich）名義获得，但身處黑名單時期的莊柏當年並未出席領獎。此時好萊塢開始盛傳「勞勃·瑞奇就是道爾頓·莊柏」，他也未特別否認。但莊柏直到1959年接受電視專訪時，才正式公開承認此事。
1960年，黑名单被当时“好莱坞十君子”特伦博正式打破，他公开承认自己是电影《出埃及记》的编剧，《風雲羣英會》的男主角柯克·道格拉斯也表明，特伦博實際上为該片的编剧。
2011年12月19日，60年后美国作家协会宣布肯定了特伦博在1953年擔任电影《羅馬假期》的编剧工作。在該片推出DVD版本時，也以數位技術將他的名字植入片頭工作人員字幕畫面中，正式將他還原列名編劇。

## 个人生活
1939年特伦博和克莱奥·芬奇结婚。他们有三个孩子：导演和编剧克里斯托弗·特伦博，摄影师梅丽莎·特伦博和心理治疗师尼古拉·特伦博。

## 去世
1976年9月10日特伦博在洛杉矶因心肌梗死而去世，享年71岁。他捐赠了遗体以供科学研究。

## 相關電影
- 《好萊塢的黑名單》（Trumbo，2015年）

描述1947年，莊柏與其他幾位名列當時麥卡錫主義時期黑名單的藝術家，由於拒絕向美國國會作證其在好萊塢電影裡充當共產主義宣傳工具，而在1950年在聯邦監獄中度過11個月的故事。莊柏一角由布萊恩·克蘭斯頓飾演，並入圍2016年第88屆奧斯卡金像獎最佳男主角獎項（但未獲獎）。

## 延伸阅读
- Hanson, Peter, Dalton Trumbo, Hollywood Rebel: A Critical Survey and Filmography, McFarland (October 1, 2007) ISBN 0-7864-3246-2
- "Hollywood On Trial, a timely reminder", http://www.wsws.org/articles/2009/dec2009/holl-d10.shtml （页面存档备份，存于） (Charles Bogle)